# Старуха (сарсуэла)
«Стару́ха» (исп. Una vieja) — сарсуэла в одном действии Хоакина Гастамбиде на либретто Франсиско Кампродона. Сюжет заимствован из одноимённой (фр. La vieille) комической оперы Франсуа-Жозефа Фети на текст Эжена Скриба (1826). Сарсуэла была впервые исполнена в декабре 1860 года в мадридском Театре сарсуэлы. Она окончательно вышла из репертуара испаноязычных театров в 1940-х годах.

## Действующие лица
| Роль            | Голос   | Премьера, 11/14 декабря 1860 |
| --------------- | ------- | ---------------------------- |
| Адела           |         | Тринидад Рамос               |
| Конрадо, офицер | тенор   | Мануэль Санс                 |
| Леон, художник  | баритон | Рамон Куберо                 |
| Панчо           |         | Франсиско Адериус            |
| Слуга           | не поёт |                              |

## Краткое содержание
Действие происходит в 1826 году в Мексике, во время войны за независимость Мексики (на самом деле она закончилась в 1821 году). Переодетая старухой молодая мексиканка Адела, вдова богатого патриота, сумела перебраться из Техаса в Мексику через линию фронта. Ей помог отряд испанцев под командованием капитана Конрадо, в которого она влюбилась. Его ранили и взяли в плен, но Аделе удалось получить разрешение оставить молодого человека у себя дома, где она его выхаживает.
К началу пьесы он уже почти поправился, но всё еще находится у неё. Слуга Панчо объявляет, что к нему гость из Испании. Ожидая его, Конрадо поёт о своей родине и о неизвестной возлюбленной, которую ищет (№ 1). Входит художник Леон, вскоре к ним присоединяется хозяйка, и Конрадо их знакомит (№ 2). Леон рассказывает, что однажды ему была дана фотография некой девушки, с которой он рисовал портрет, и капитан влюбился в неё. Найти незнакомку им так и не удалось. Под аккомпанемент Аделы на фортепиано Конрадо исполняет американскую песню (№ 3).
Панчо узнаёт, что мексиканское правительство издало указ об отправке всех пленных в Техас. Адела с капитаном уходят в комнату, чтобы обдумать выход из сложившегося положения, а оставшийся один Леон представляет, как пел бы перед губернатором (№ 4). Адела составляет поддельный брачный контракт с Конрадо. Но Панчо, всё перепутав, вместо того чтобы пойти к знакомому нотариусу относит его в мэрию, и этот брак становится настоящим. Леон пытается подбодрить отчаявшегося капитана (№ 5). Уходя к себе в комнату, старуха на мгновение оборачивается прекрасной незнакомкой с портрета Леона, что приводит Конрадо одновременно в восторг и замешательство. Вскоре Адела выходит в своём истинном виде, загадка разрешается, и молодые люди могут наслаждаться обретённым счастьем. Все поют о любви и наслаждениях (№ 6).

## Музыкальные номера
- Увертюра
- № 1. Каватина. «Un español que viene à verme aquí» (Конрадо)
- № 2. Терцет. «Noble señora tengo el honor» (Адела, Конрадо, Леон)
- № 3. Американа. «Malhayan ¡ay! las brisas» (Адела, Конрадо, Леон)
- № 4. Ариетта (танго и манчега[исп.]). «Haré por ponerme triste» (Леон)
- № 5. Трагическая сегидилья. «En luchas desiguales» (Конрадо, Леон)
- № 6. Заключительное рондо. «De un nuevo sol la inmensa claridad» (Адела, Конрадо, Леон, Панчо)